# Grupo Universitario Tandil
Club Grupo Universitario – argentyński klub piłkarski z siedzibą w mieście Tandil leżącym w prowincji Buenos Aires.

## Osiągnięcia
- Mistrz ligi prowincjonalnej Liga Tandilense de Fútbol (4): 1986, 1994, 1997, 1998

## Historia
Klub założony został 26 lutego 1984 roku i gra obecnie w czwartej lidze argentyńskiej Torneo Argentino B.